# باربارا پیرس بوش

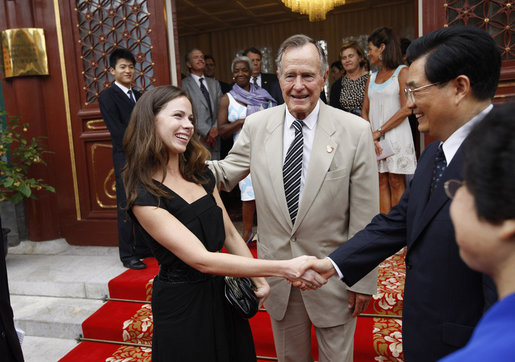
باربارا پیرس بوش در حال دست دادن با هو جینتائو، رئیس جمهور چین. جورج هربرت واکر بوش (پدر بزرگ باربارا پیرس) نیز در تصویر دیده می‌شود. پکن، ۲۰۰۸

باربارا پیرس بوش (۲۵ نوامبر ۱۹۸۱ در دالاس، تگزاس)، فعال اجتماعی و دختر جورج دبلیو بوش، چهل و سومین رئیس جمهور ایالات متحده آمریکا و لورا بوش، بانوی اول سابق آمریکا و خواهر دوقلوی جنا بوش است.
وی فارغ‌التحصیل در رشته علوم انسانی، از یکی از معتبر ترین دانشگاه‌های ایالات متحده آمریکا به نام دانشگاه ییل است.
باربارا بوش، مدت زیادی را در کشورهای آفریقایی همچون تانزانیا، آفریقای جنوبی و بوتسوانا، به کار در درمانگاه‌های مربوط به بیماران مبتلا به ویروس ایدز (HIV) پرداخته است.
وی هم‌اکنون در کلان‌شهر نیویورک زندگی می‌کند و به کار در موزه ملی طراحی کوپر-هیوئت می‌پردازد.